# 石井球江
石井 球江（いしい たまえ、 英語: Tamae Elizabeth Ishii 1972年8月11日- ）は、アメリカ合衆国カリフォルニア州サンフランシスコ出身のファッションデザイナー、元チアリーダー。

## 来歴
日本で生まれたが生まれて4ヶ月後には家族と共にサンフランシスコのベイエリアに引っ越ししそこで成長した。カリフォルニア大学サンタバーバラ校では心理学を専攻し卒業、現地でオラクルに就職した。NFLのオークランド・レイダースのチアリーダー、レイダレッツに1997年から2000年まで4シーズン所属した。三田智子がしばしば日本人最初のNFLチアリーダーとして紹介されることが多いが彼女も1997年からチアリーダーとなっており同期にあたる。
その後彼女はニューヨークの「Parsons School of Design」でファッションデザインを学び2つ目の学位を取得した。ローマのヴァレンティーノ・ガラヴァーニの下でも修行を積んで2005年に彼女は「Ishii New York」と呼ばれるファッションブランドを立ち上げた。現在ニューヨークのアッパーイーストサイドと家族の住むサンフランシスコ・ベイエリアを飛び交っている。
1998年には映画、「Salvation」にウェイトレス役で出演している。